# 붉은뺨두나트
붉은뺨두나트(Sminthopsis virginiae)는 주머니고양이목 주머니고양이과에 속하는 유대류의 일종이다. 뺨 위의 붉은 털이 특징적이다. 오스트레일리아에서 발견된다. 전체 몸길이는 167~270mm이고, 평균 몸길이 80~135cm, 꼬리 길이는 87~135mm이다. 귀 길이는 12~13mm이다. 모무게는 18g과 75g 사이로 다양하다. 꼬리는 가늘고, 연한 핑크색을 띤다.

## 분포 및 서식지
붉은뺨두나트는 오스트레일리아와 뉴기니에 분포한다. 승명아종 S. v. virginiae은 퀸즐랜드주의 북부 만, 북동부 해안, 매카이, 케이프요크반도 주변에서 발견된다. 아종 S. v. nitela은 노던 준주 킴벌리 지역에서 서식한다. 서식지는 삼림과 앞이 트인 바위숲, 사바나 지역, 습지, 웅덩이, 열대 숲 가장자리 등이다.

## 아종
3종의 아종이 알려져 있다.
- S. v. virginiae - 오스트레일리아 서식
- S. v. nitela - 오스트레일리아 서식
- S. v. rufigenis - 뉴기니섬 서식

## 습성
대부분의 두나트속(Sminthopsis) 종들처럼, 붉은뺨두나트의 습성은 잘 알려져 있지 않다. 10월부터 3월 사이에 번식을 한다. 임신 기간은 15일이며 젖을 떼는 시기는 65~70일 이후이고, 성숙해지는 데 4~6개월이 걸린다.

## 먹이
보통 먹이는 주로 작은 파충류를 포함하고 있다.